# Alessandro Altobelli
Alessandro Altobelli (Sonnino, Latina el 28 de novembre de 1955) és un exfutbolista italià, que va jugar com a davanter, i que va guanyar el Mundial de 1982 amb Itàlia. Anomenat Spillo ("agulla") per la seva esvelta figura,Altobelli va ser un golejador prolífic, i es va convertir en un dels majors i més eficaços davanters italians de finals dels anys 1970 i 1980.